# Małgorzata Drzycimska
Małgorzata Drzycimska, wcześniej Małgorzata Tuwalska (ur. 10 lipca 1979) – polska lekkoatletka osiągająca sukcesy w chodzie sportowym.

## Kariera sportowa
W 2002 roku zdobyła brązowy medal na mistrzostwach Polski seniorów w chodzie na 20 km na zawodach rozegranych we Wschowie. Oprócz chodu uprawia także biegi długodystansowe.
W czasie swojej kariery reprezentowała Lechię Gdańsk.
Jest starszą siostrą bliźniaczką innej chodziarki – Elżbiety Kuschbik (z domu Tuwalskiej). Pochodzą z Grabowca.

## Osiągnięcia

### Seniorzy – krajowe
| Rok  | Impreza                     | Miejsce | Konkurencja   | Pozycja    | Wynik   |
| ---- | --------------------------- | ------- | ------------- | ---------- | ------- |
| 2002 | Mistrzostwa Polski seniorów | Wschowa | chód na 20 km | 3. miejsce | 1:41:40 |